# Fujimoto Kota
Fujimoto Kota (藤本 康太 Fujimoto Kōta, sinh ngày 2 tháng 4 năm 1986 ở Kumamoto) là một cầu thủ bóng đá người Nhật Bản thi đấu cho Cerezo Osaka.

## Thống kê sự nghiệp
Cập nhật đến ngày 23 tháng 2 năm 2017.
| Thành tích câu lạc bộ | Thành tích câu lạc bộ | Thành tích câu lạc bộ | Giải vô địch | Giải vô địch | Cúp                   | Cúp                   | Cúp Liên đoàn | Cúp Liên đoàn | Châu lục | Châu lục  | Khác    | Khác      | Tổng cộng | Tổng cộng |
| Mùa giải              | Câu lạc bộ            | Giải vô địch          | Số trận      | Bàn thắng    | Số trận               | Bàn thắng             | Số trận       | Bàn thắng     | Số trận  | Bàn thắng | Số trận | Bàn thắng | Số trận   | Bàn thắng |
| Nhật Bản              | Nhật Bản              | Nhật Bản              | Giải vô địch | Giải vô địch | Cúp Hoàng đế Nhật Bản | Cúp Hoàng đế Nhật Bản | Cúp Liên đoàn | Cúp Liên đoàn | AFC      | AFC       | Khác1   | Khác1     | Tổng cộng | Tổng cộng |
| --------------------- | --------------------- | --------------------- | ------------ | ------------ | --------------------- | --------------------- | ------------- | ------------- | -------- | --------- | ------- | --------- | --------- | --------- |
| 2005                  | Cerezo Osaka          | J1 League             | 2            | 0            | 0                     | 0                     | 0             | 0             | –        | –         | –       | –         | 2         | 0         |
| 2006                  | Cerezo Osaka          | J1 League             | 2            | 0            | 0                     | 0                     | 0             | 0             | –        | –         | –       | –         | 2         | 0         |
| 2007                  | Cerezo Osaka          | J2 League             | 18           | 1            | 0                     | 0                     | –             | –             | –        | –         | –       | –         | 18        | 1         |
| 2008                  | Cerezo Osaka          | J2 League             | 2            | 0            | 0                     | 0                     | –             | –             | –        | –         | –       | –         | 2         | 0         |
| 2009                  | Cerezo Osaka          | J2 League             | 27           | 4            | 0                     | 0                     | –             | –             | –        | –         | –       | –         | 27        | 4         |
| 2010                  | Cerezo Osaka          | J1 League             | 17           | 0            | 0                     | 0                     | 5             | 0             | –        | –         | –       | –         | 22        | 0         |
| 2011                  | Cerezo Osaka          | J1 League             | 19           | 2            | 3                     | 0                     | 1             | 0             | 6        | 0         | –       | –         | 29        | 2         |
| 2012                  | Cerezo Osaka          | J1 League             | 32           | 0            | 2                     | 1                     | 8             | 2             | –        | –         | –       | –         | 42        | 3         |
| 2013                  | Cerezo Osaka          | J1 League             | 28           | 0            | 2                     | 0                     | 5             | 0             | –        | –         | –       | –         | 35        | 0         |
| 2014                  | Cerezo Osaka          | J1 League             | 17           | 1            | 3                     | 1                     | 0             | 0             | 4        | 0         | –       | –         | 0         | 0         |
| 2015                  | Cerezo Osaka          | J2 League             | 0            | 0            | 0                     | 0                     | –             | –             | –        | –         | 0       | 0         | 0         | 0         |
| 2016                  | Cerezo Osaka          | J2 League             | 17           | 0            | 2                     | 0                     | –             | –             | –        | –         | 2       | 0         | 21        | 0         |
| 2016                  | U-23 Cerezo Osaka     | J3 League             | 2            | 0            | –                     | –                     | –             | –             | –        | –         | –       | –         | 2         | 0         |
| Tổng cộng sự nghiệp   | Tổng cộng sự nghiệp   | Tổng cộng sự nghiệp   | 183          | 8            | 12                    | 2                     | 19            | 2             | 10       | 0         | 2       | 0         | 216       | 20        |